# 2057
2057 م هي سنة بسيطة تبدأ يوم الاثنين حسب التقويم الغريغوري.